# Shanzhai

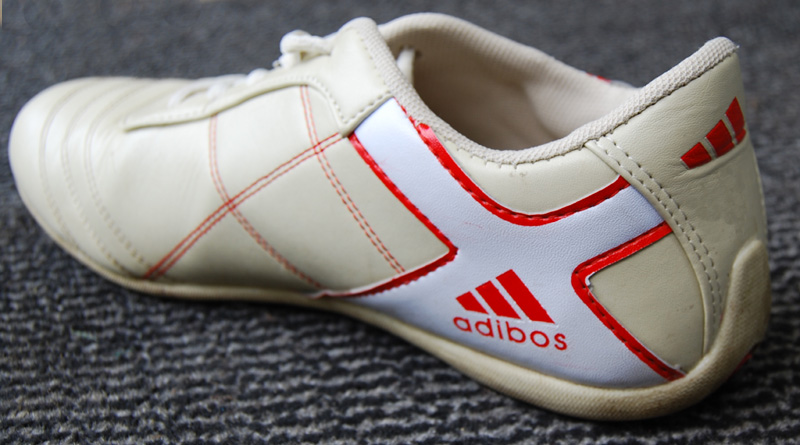
Adibos schoen

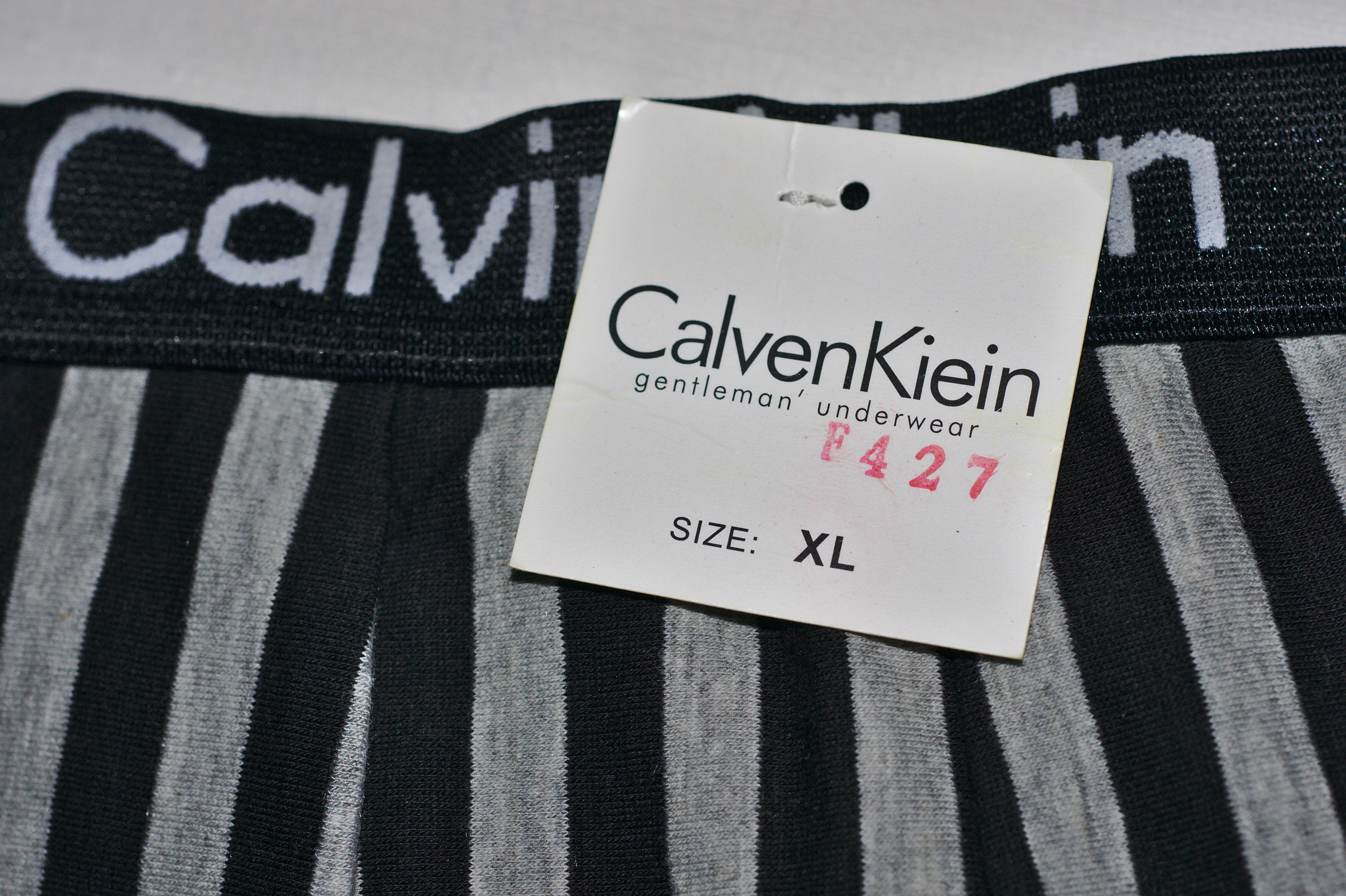
Calven Kiein ondergoed

Shanzhai of shan zhai (Chinees: 山寨; pinyin: shānzhài) is een Chinese aanduiding voor een imitatieproduct. Het product, een exacte kopie van of optisch zeer vergelijkbare versie, wordt onder een bijna identieke naam verkocht. Hierbij wordt inbreuk gedaan op het merkrecht. In de Volksrepubliek China is shanzhai een zeer bekend fenomeen, maar deze vorm van imitatie is een internationaal verschijnsel.
Vroeger werd in China de term gebruikt als aanduiding voor een bergdorp, een moeilijk bereikbare locatie en daarom ook moeilijk onder het centrale gezag van de overheid te brengen.
In de jaren negentig van de 20e eeuw kwam shanzhai op in China, vooral mobiele telefoons werden nagemaakt. Westerse bedrijven verplaatsten de productie naar China of de producten werden geïmporteerd. Deze buitenlandse producten waren voor veel Chinezen onbetaalbaar. Door de productieopdrachten verkregen de Chinese fabrikanten productkennis en maakten illegale kopieën voor de lokale consument. De goedkopere imitatieversies kwamen op de markt om aan de vraag te voldoen.
Nepartikelen dragen de originele naam van het westerse bedrijf, bij shanzhai is de naam en ook het logo anders, maar vaak zijn het kleine variaties op het origineel. In beide gevallen is sprake van een inbreuk op het intellectuele eigendom. Nepartikelen zijn exact nagemaakt, maar bij shanzhai is een verdere ontwikkeling of aanpassing mogelijk.
Consumenten kopen shanzhai artikelen om andere redenen dan nepartikelen. Nepartikelen worden gekocht als de consument ergens bij wil horen, maar het geld mist om het origineel te kopen. Hier speelt prestige een belangrijke rol bij de aankoopbeslissing. Shanzhai consumenten leggen de nadruk op een werkbaar artikel, soms met additionele functies die bij het origineel ontbreken, tegen een lage prijs.
Naast producten worden ook winkels gekopieerd. In Kunming werden drie winkels van Apple aangetroffen. Alles was identiek aan het origineel zoals de blauwe bedrijfskleding, de houten tafels en de muur met accessoires die precies zijn nagemaakt. Alleen de naam “Apple Stoer” was niet origineel.